# Jack Gadellaa
Jacobus Marinus (Jack) Gadellaa (Utrecht, 7 augustus 1942 – Hilversum, 5 januari 2018) was een Nederlands televisieregisseur en tekstschrijver.

## Biografie
Als oudste kind uit een katholiek gezin met zestien kinderen begon Gadellaa op zijn vijftiende te werken. Hij wilde bij de film en begon bij de bioscoop, achtereenvolgens als hulpje, operateur, pr-medewerker en bedrijfsleider. Daarna werkte hij voor een film- en televisieproductiebedrijf en kwam als regisseur terecht bij de VARA.

## Loopbaan
In de jaren zeventig schreef Gadellaa wekelijks het lied voor het radioprogramma In de Rooie Haan, dat gezongen werd door Nelleke Burg. Samen met componist Henk Westrus stond hij aan de wieg van Kinderen voor Kinderen.
Hij schreef onder meer voor of met Harrie Jekkers, Jack Spijkerman, Jenny Arean, Karin Bloemen en ook André Hazes. Als tekstschrijver werkte hij met componisten als Henk Westrus, Harry Bannink, Henny Vrienten, Ruud Bos en Joop Stokkermans.
Ook schreef hij diverse comedyseries. Voor de KRO Vreemde praktijken, voor RTL Niemand de deur uit! en Mag het iets meer zijn? Bij het KRO-programma Ook dat nog! was hij de enige tekstschrijver die er vanaf begin tot einde aan had meegewerkt. Als regisseur was hij verantwoordelijk voor allerlei programma's, van De André Hazesshow tot Jongbloed & Joosten. Als bedenker van 'formats' was hij de man achter veel spelletjes en televisieshows.
Als televisiecoach bemoeide hij zich met onder anderen Astrid Joosten, Anita Witzier en Goedele Liekens.
Als trainer-coach was hij (als medeoprichter van de Stichting De Beuk – volgens Jan Blokker in een cynisch stukje 'de Berenschot van de zachte sector') betrokken bij vele media- en presentatietrainingen. Hij coachte onder meer de politici Joop den Uyl en Wim Kok, de Rooie Vrouwen en mensen van de Novib.
In de jaren tien werkte hij veel voor John de Mol. Hij bewerkte de musical My Fair Lady en vertaalde Blood Brothers. Gadellaa was eigenaar van audiovisueel facilitair bedrijf Toolbar in Hilversum.

## Privé
Gadellaa was gehuwd met Eva Zeijlstra, eerder met Astrid Joosten en daarvoor met de Griekse Linda Samara met wie hij een dochter had.